# فريدريك كاس
فريدريك كاس هو سياسي كندي، ولد في 5 أغسطس 1913 في نورث دونداس في كندا، وتوفي في 25 نوفمبر 2000. حزبياً، نشط في حزب أونتاريو المحافظ التقدمي. وقد انتخب عضو برلمان مقاطعة أونتاريو.